# G-Hot/Diskografie
Diese Diskografie ist eine Übersicht über die musikalischen Werke des Berliner Rappers G-Hot (auch Jihad).

## Alben

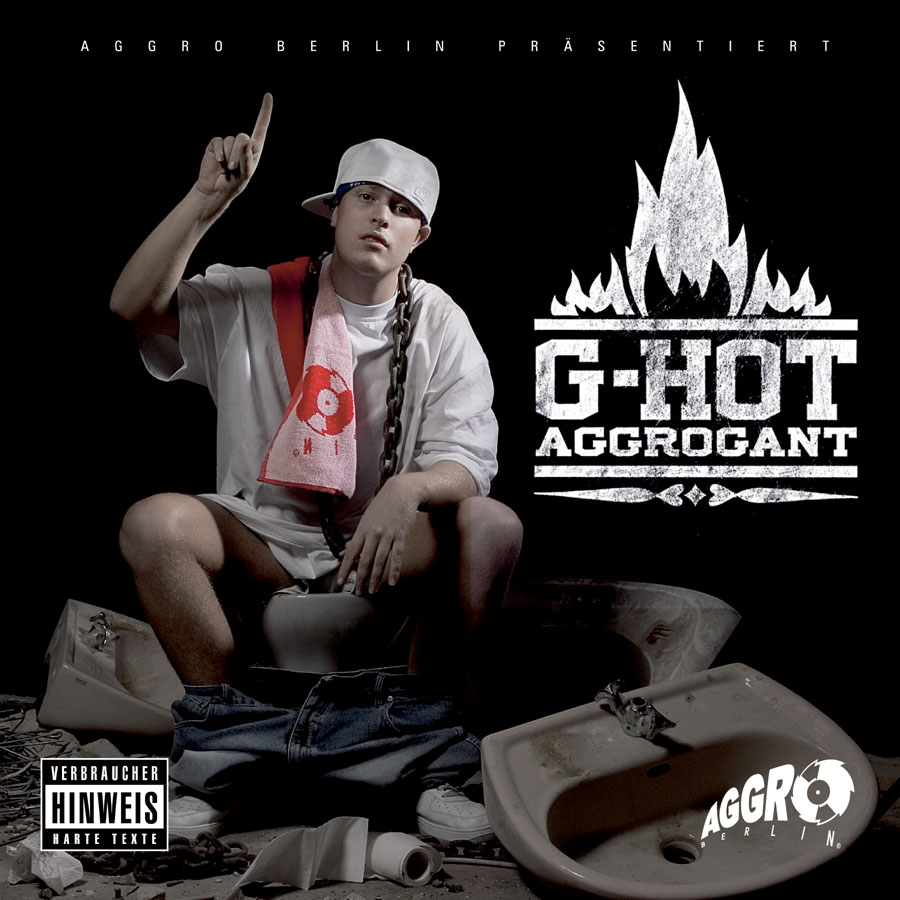
Aggrogant

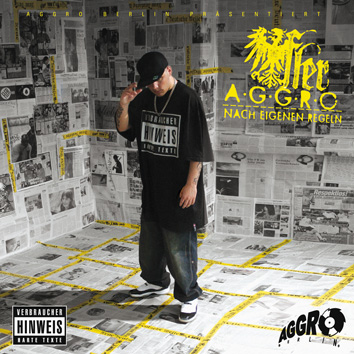
Nach eigenen Regeln

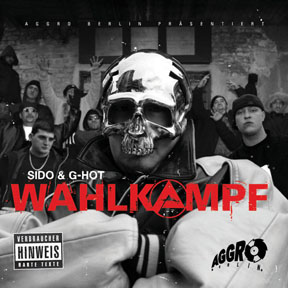
Wahlkampf

### Studioalben
| Jahr | Titel Musiklabel                       | Höchstplatzierung, Gesamtwochen, AuszeichnungChartplatzierungen (Jahr, Titel, Musiklabel, Platzierungen, Wochen, Auszeichnungen, Anmerkungen) | Höchstplatzierung, Gesamtwochen, AuszeichnungChartplatzierungen (Jahr, Titel, Musiklabel, Platzierungen, Wochen, Auszeichnungen, Anmerkungen) | Höchstplatzierung, Gesamtwochen, AuszeichnungChartplatzierungen (Jahr, Titel, Musiklabel, Platzierungen, Wochen, Auszeichnungen, Anmerkungen) | Anmerkungen                         |
| Jahr | Titel Musiklabel                       | DE | AT | CH | Anmerkungen                         |
| ---- | -------------------------------------- | --- | --- | --- | ----------------------------------- |
| 2008 | Das Wunder von Berlin Suppe inna Puppe | — | — | — | Erstveröffentlichung: 20. Juni 2008 |
| 2009 | Der blonde Türke Suppe inna Puppe      | — | — | — | Erstveröffentlichung: 27. März 2009 |

### Kollaboalben
- 2006: Geldwäsche (mit MOK)
- 2009: Extarus (mit Kralle)

### Mixtapes
- 2006: Aggrogant

## Singles
| Jahr | Titel Album                                               | Höchstplatzierung, Gesamtwochen, AuszeichnungChartplatzierungen (Jahr, Titel, Album, Platzierungen, Wochen, Auszeichnungen, Anmerkungen) | Höchstplatzierung, Gesamtwochen, AuszeichnungChartplatzierungen (Jahr, Titel, Album, Platzierungen, Wochen, Auszeichnungen, Anmerkungen) | Höchstplatzierung, Gesamtwochen, AuszeichnungChartplatzierungen (Jahr, Titel, Album, Platzierungen, Wochen, Auszeichnungen, Anmerkungen) | Anmerkungen                                                     |
| Jahr | Titel Album                                               | DE | AT | CH | Anmerkungen                                                     |
| ---- | --------------------------------------------------------- | --- | --- | --- | --------------------------------------------------------------- |
| 2005 | Jump, Jump (DJ Tomekk kommt) Numma Eyns                   | DE3 (16 Wo.)DE | AT17 (16 Wo.)AT | CH25 (9 Wo.)CH | Erstveröffentlichung: 3. Juli 2005 DJ Tomekk feat. Fler & G-Hot |
| 2005 | Nach eigenen Regeln Neue Deutsche Welle (Premium Edition) | DE22 (9 Wo.)DE | AT40 (9 Wo.)AT | — | Erstveröffentlichung: 21. Oktober 2005 Fler feat. G-Hot         |
| 2006 | Wahlkampf Aggro Ansage Nr. 5 (Sampler)                    | DE36 (9 Wo.)DE | AT33 (9 Wo.)AT | — | Erstveröffentlichung: 24. Februar 2006 mit Sido                 |

## Weitere Veröffentlichungen

### Gastbeiträge
| - 2005: 20:15 (auf Neue Deutsche Welle von Fler) - 2005: Eine Bombe du liegst (auf Neue Deutsche Welle von Fler) - 2005: Alles wird gut (auf Neue Deutsche Welle von Fler) - 2006: Nie wieder (auf Ich von Sido) - 2006: F.L.E.R. 90210 (auf F.L.E.R. 90210 von Fler) - 2006: Willkommen in Berlin (RMX) (auf F.L.E.R. 90210 von Fler) - 2006: Pass auf! (auf F.L.E.R. 90210 von Fler) - 2006: Niemals in N.Y. (auf F.L.E.R. 90210 von Fler) - 2006: Du Hure (auf F.L.E.R. 90210 von Fler) - 2006: Shake dein Arsch (auf F.L.E.R. 90210 von Fler) - 2006: Der Guteste (auf Trendsetter von Fler) - 2006: Breakdance (auf Trendsetter von Fler) - 2007: Voll Assi Flair (auf Airmax Muzik von Fler) - 2007: Pop-Muzik (auf Airmax Muzik von Fler) - 2009: Ich bereue nichts (auf Aggro Berlin von Sido) - 2009: 5 Uhr am Morgen (auf Tape Vol. 1 von Kaisaschnitt) - 2011: Spiegelbild (Maskulin Remix) (auf Spiegelbild – Single von Fler) - 2011: Um uns rum (auf Im Bus ganz hinten von Fler) - 2011: Vollmond (auf Im Bus ganz hinten von Fler) - 2011: Geldregen (auf Im Bus ganz hinten von Fler) | - 2011: Nach eigenen Regeln 2 (auf Im Bus ganz hinten von Fler) - 2012: Maskulin 2012 (auf Südberlin Maskulin II von Fler und Silla) - 2012: Atme ein, atme aus (auf Hinter blauen Augen von Fler) - 2012: Lui V alles (auf Hinter blauen Augen von Fler) - 2012: Loyalität (auf Hinter blauen Augen von Fler) - 2012: Rap Casablanca (auf Die Passion Whisky von Silla) - 2012: M-A-S-KULIN (auf Die Passion Whisky von Silla) - 2013: Barack Osama (Maskulin Remix) (auf Barack Osama – Single von Fler) - 2013: Produkt der Umgebung (auf Blaues Blut von Fler) - 2013: Skrupellos (auf Blaues Blut von Fler) - 2013: Echte Männer (auf Blaues Blut von Fler) - 2013: City Boy (auf Blaues Blut von Fler) - 2013: Liga der Kriminellen (auf Blaues Blut von Fler) - 2013: Maschine (auf Blaues Blut von Fler) - 2014: Businessman (auf Neue Deutsche Welle 2 von Fler) - 2014: Im Auge des Sturms (auf Neue Deutsche Welle 2 von Fler) - 2014: Wem kannst du trauen (auf Audio Anabolika von Silla) - 2018: Rolies & Lambos (als Shen auf Flizzy von Fler) - 2021: Rebound (als Shen auf Unsterblich von Silla) |

### Freetracks
- 2011: Spiegelbild (Remix) (mit Fler, Silla und MoTrip)
- 2013: Big In Berlin (mit Fler)
- 2014: Businessman (mit Fler)

## Statistik

### Chartauswertung
|                       | DE    | AT    | CH    |
| --------------------- | ----- | ----- | ----- |
| Nummer-eins-Singles   | DE—DE | AT—AT | CH—CH |
| Top-10-Singles        | DE1DE | AT—AT | CH—CH |
| Singles in den Charts | DE3DE | AT3AT | CH1CH |